# هارفي تي. مور
هارفي تي. مور هو قاضي وشخصية أعمال وفلاح وسياسي أمريكي، ولد في 9 نوفمبر 1809، وتوفي في 24 أبريل 1878. نشط حزبياً في الحزب الديمقراطي. وقد انتخب عضو جمعية ولاية ويسكونسن ‏.